# Eparquia de Lviv
A Eparquia de Lviv (em ucraniano:  Київська єпархія) é uma eparquia (diocese) da Igreja Ortodoxa da Ucrânia. A eparquia cobre o território do Oblast de Lviv.

## História
A Eparquia de Lviv foi re-fundada em 1989 após a restauração da Igreja Ortodoxa Autocéfala da Ucrânia. Até 2018, era o escritório administrativo da referida igreja.
A Igreja da Dormição desempenha as funções da catedral. O actual bispo é o Metropolita de Lviv Macário de Lviv.